# Документарна фотографија
Документарна фотографија је настала почетком xx вијека. Зачетницима документарне фотографије сматрају се Lewis Hine и James Van Derzee. Сврха документарне фотографије јесте да утиче на јавност и да подстакне неке друштвено политичке промјене.
Фотографи документарне фотографије настоје да прикажу истиниту, објективну и стварну слику неког догађаја, ситуације или личности и тиме овјековјече један моменат и пошаљу поруку у свијет. Да би привукли пажњу јавности, садржаји докуменарне фотографије најчешће су шокантни и занимљиви. 
Документарна фотографија се развија с намјером да прикаже и опише предјеле који су били недоступни широј јавности, као и забрањена непозната и скривена мјеста. Сам назив документарна фотографија говори о фотографији као документу из чега произилази њена сврха да документује одређени садржај. Фотографија служи као меморија једног друштва, чувајући један одређени тренутак у времену који има своју функцију. Своју највећу примјену документарна фотографија данас има у медицини, криминалистици а све више и у новинарству. Документарна фотографија настоји да вјеродостојно пренесе одређену слику и тиме јавности пружи истинит и стваран увид у дешавања.